# Mikre (sit SPA)
Mikre este o arie protejată (arie de protecție specială avifaunistică — SPA) din Bulgaria întinsă pe o suprafață de 12.383,19 ha, integral pe uscat.

## Localizare
Centrul sitului Mikre este situat la coordonatele 43°01′03″N 24°39′49″E / 43.0175°N 24.663611°E.

## Înființare
Situl Mikre a fost declarat arie de protecție specială avifaunistică în martie 2007.